# Donald Miller
Donald Miller (ook wel Don Miller, 12 augustus 1971) is een Amerikaanse bestsellerauteur en spreker die vooral bekend is om zijn semiautobiografische en christelijke boeken, waaronder Blue Like Jazz, dat ook is verfilmd.
Een belangrijk idee dat telkens terugkeert in zijn boeken is dat het geloof een relatie moet zijn en geen formule of dogmatiek. Ook benadert hij de Bijbel als een 'narratief', wat hem populair heeft gemaakt in de emerging church-beweging.
25 augustus 2008 verzorgde Miller het eerste afsluitende gebed op het Nationale Convent van de Democratische Partij.

## Verschenen boeken
- Prayer and the Art of Volkswagen Maintenance: Finding God on the Open Road, 2000; opnieuw verschenen als Through Painted Deserts
- Blue Like Jazz: Nonreligious Thoughts on Christian Spirituality, 2003 (in het Nederlands verschenen als Puur en ook verfilmd in 2012)
- Searching For God Knows What, 2004
- Through Painted Deserts: Light, God, and Beauty on the Open Road, 2005
- To Own a Dragon: Reflections On Growing Up Without a Father, 2006; opnieuw verschenen als Father Fiction
- A Million Miles in a Thousand Years, 2009